# 特莎·迪勒曼斯
特莎·迪勒曼斯（荷蘭語：Tessa Dullemans，1997年7月2日—），荷兰女子赛艇运动员，2022年世界赛艇锦标赛女子四人双桨银牌得主、2023年世界赛艇锦标赛女子四人双桨银牌得主、2024年夏季奥林匹克运动会女子四人双桨银牌得主。